# Armenian Card
Арменіан Кард (англ. Armenian Card (ArCa)) — національна система міжбанківських розрахунків на основі пластикових карток у Вірменії. 

## Історія
ЗАТ "Armenian Card" засновано в березні 2000 10-ма комерційними банками Вірменії спільно з Центральним банком, за сприяння USAID. 
Ліцензія на здійснення процесингу за картковими операціями видана Радою Центрального Банку РА 12 лютого 2003.  
З лютого 2006 ArCa спільно з програмою розвитку ООН (англ. UNDP) впровадила систему перерахування комунальних платежів через інтернет, що дозволило власникам карток в безготівковому порядку здійснювати виплати за використану електроенергію, газ, воду, зв'язок, купувати інтернет-картки, а власникам стільникових телефонів поповнювати рахунок передплатних карток зв'язку. 
Акціонерами ЗАТ "Armenian Card" є Центральний банк Республіки Вірменія і 17 найбільших комерційних банків республіки: 
- Ардшінінвестбанк
- Амеріабанк
- Армекономбанк
- Вірменський Банк Розвитку
- Арцахбанк
- Банк Анелік
- ACBA Credit Agricole Bank
- Конверс Банк (Вірменія)
- Інекобанк
- HSBC Банк Вірменія
- Byblos Bank Armenia
- Unibank
- Прометей Банк
- БТА Банк (Вірменія)
- Каскад Банк
- Арарат Банк
- АрмБізнес Банк

Членами системи також є: 
- Банк Меллат
- ВТБ-Вірменія
- Арексімбанку.

## Емісія карток
За даними на 18 березня 2009 було емітовано 361 702 картки ArCa, платежі по ньому здійснюються з використанням 2 184 POS-терміналів і 484 банкоматів.. 